# クライド・ラブレット
クライド・ラブレット (Clyde Lovellette, 1929年9月7日 - 2016年3月9日) はインディアナ州ピーターズバーグ出身のバスケットボール選手。1950年代のNBAで活躍した。出身大学はカンザス大学。NCAAチャンピオン、オリンピック金メダル獲得、NBAファイナル優勝を成し遂げた史上初の選手。1988年には殿堂入りしている。

## 学生時代
クライド・ラブレットことクライド・エドワード・ラブレットはカンザス大学でプレイし、MVPや3度のオールアメリカンに選ばれた。また3シーズンでカンファレンスの得点王となり、NCAAトーナメント通算141得点はNCAAの新記録となった。最終学年となる1952年のラブレットの活躍は目覚しいものであり、全米得点ランキング1位となる平均28.4得点を記録し、さらに同校をNCAAトーナメント優勝に導いた。ラブレットは得点王とNCAA優勝を同時に成し遂げた史上ただ一人の選手である。この年にはヘルムズ財団選出の大学年間最優秀選手にも選ばれている。また同年のヘルシンキ五輪ではアメリカ代表に選ばれ、チームの得点源として活躍し、金メダルを獲得した。大学時代のチームメイトには後に伝説的なコーチとなるディーン・スミスがいる。

## NBAキャリア

### ミネアポリス・レイカーズ
1952年のNBAドラフトにてミネアポリス・レイカーズから全体9位指名を受け、1953-54シーズンから入団した。当時のレイカーズにはジョージ・マイカン、ジム・ポラード、ヴァーン・ミッケルセンの歴代最強とも言われるフロントラインを擁しており、ラブレットは彼らのサポート役を任され、8.2得点5.8リバウンドを記録した。黄金期の最中だったレイカーズはこのシーズンも優勝を果たし、ラブレットは1年目にして優勝を経験するに至った。またラブレットは僅か2年強の間に、NCAA優勝、オリンピック金メダル、NBAファイナル制覇と3つのビッグタイトルを手に入れることになった。充実した時期を過ごしたラブレットだが、この優勝を最後に長い間優勝からは遠ざかることになる。
レイカーズはこのシーズンを最後に大黒柱のマイカンが引退し、斜陽の時を迎えていた。マイカンの引退でラブレットは当時最強センターの後任という大役を任され、そして3年目の1955-56シーズンには21.5得点14.0リバウンドを記録し、オールNBA2ndチームに選ばれた。しかしラブレットの奮闘も空しくチームの衰退は止まらず、レイカーズは黄金期の輝きを取り戻すにことはなかった。ラブレットはレイカーズで4シーズンプレイした後、1956-57シーズンを最後にシンシナティ・ロイヤルズに移籍。ロイヤルズでは1シーズンのみのプレイに留まり、次のシーズンにはセントルイス・ホークスに移籍した。

### セントルイス・ホークス
ボブ・ペティット擁する当時のホークスはリーグを代表する強豪チームであり、ラブレットが移籍する前季には優勝を果たしていた。そしてラブレットが加入した1958-59シーズンには前季を上回る49勝23敗の好成績を記録。しかしプレーオフでは皮肉にもラブレットの古巣であり下位シードのレイカーズに、まさかの敗戦を喫している。またラブレット自身も移籍1年目は14.4得点8.6リバウンドと彼にしては平凡な成績に終わった。しかし翌1959-60シーズンには20.8得点10.6リバウンドと復活し、ホークスはペティットにクリフ・ヘイガン、そしてラブレットとそれぞれアベレージ20得点以上を叩き出す当時最高峰のトリオに率いられ、このシーズンにはファイナル進出を果たした。翌1960-61シーズンシーズンにはレニー・ウィルケンズも加わり、51勝28敗を記録。2年連続でファイナルに進出するも、ボストン・セルティックスの絶頂期と重なってしまい、2年連続でセルティックスの前に敗退した。32歳となったラブレットは故障を抱えるようになり、1961-62シーズンには40試合を欠場。ラブレットの他にも故障者が続出したこのシーズンのホークスは大きく負け越し、ラブレットはこのシーズンを最後にホークスから移籍することになった。

### ボストン・セルティックス
ラブレットが移籍した先はホークス時代の宿敵、ボストン・セルティックスだった。伝説的な八連覇時代に突入していたセルティックスはその陣容も非常に充実しており、ラブレットはビル・ラッセルやトム・ヘインソーンらのバックアップ役としてプレイし、成績は大きく後退したが、豊富な経験を持つラブレットの加入によりセルティックスのインサイドは益々厚みを増し、このシーズンもファイナルでラブレットの古巣、レイカーズを破って優勝を果たした。ラブレットにとってはルーキーイヤー以来9年ぶりとなる優勝だった。セルティックスは翌年も優勝し、ラブレットは3度目の優勝と共に現役から引退した。
NBA通算成績は11シーズン704試合の出場で、11,947得点（平均17.0得点）6,663リバウンド（平均9.5リバウンド）だった。
レイカーズとセルティックスの2チームで優勝を果たしたのは、ラブレットとレイジョン・ロンドのみである。

## 業績・その他
ラブレットは長身と高い身体能力を兼ね備えたセンターであり、また当時のセンターとしては珍しく広いシュートレンジを誇り、ワンハンドによるジャンプショットを得意とした最初のビッグマンの一人だった。現在はミシガン州に住居を構え、市議会議員を務める傍ら、大学のアシスタントコーチを務めている。
- NCAA得点王：1952年
- NCAAトーナメント優勝：1952年
- NBAファイナル制覇：1954年, 1963年, 1964年
- オールNBA2ndチーム：1956年
- NBAオールスターゲーム出場：1956年, 1960年, 1961年
- バスケットボール殿堂
- インディアナ州バスケットボール殿堂
- カンザススポーツ殿堂